# Vlag van Le Rœulx
De vlag van Le Rœulx is op onbekende datum bij raadsbesluit vastgesteld als de vlag van de Henegouwse gemeente Le Rœulx. De vlag kan als volgt worden beschreven:
Geel, met op het midden het gemeentewapen.
De vlag komt overeen met het vlagontwerp van de Raad van Heraldiek en Vexillologie (Frans: Conseil d’héraldique et de vexillologie). De vlag is geel in de achtergrond en heeft het gemeentewapenschild in het midden afgebeeld.